# ГАЭС Таум Саук

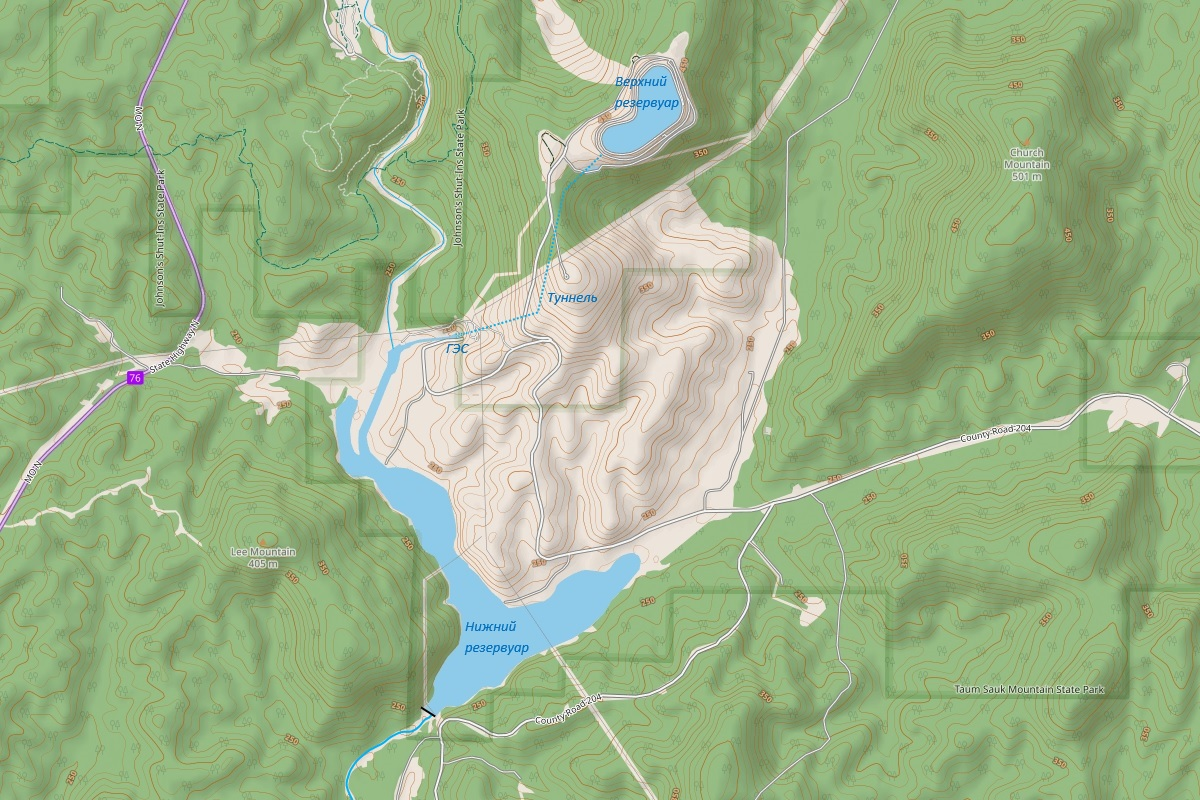
Схема расположения ГАЭС Таум Саук

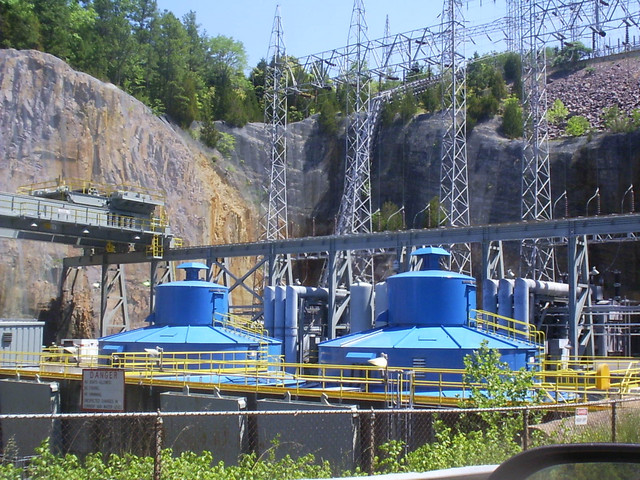
Два генератора имеют мощность 225 МВт каждый

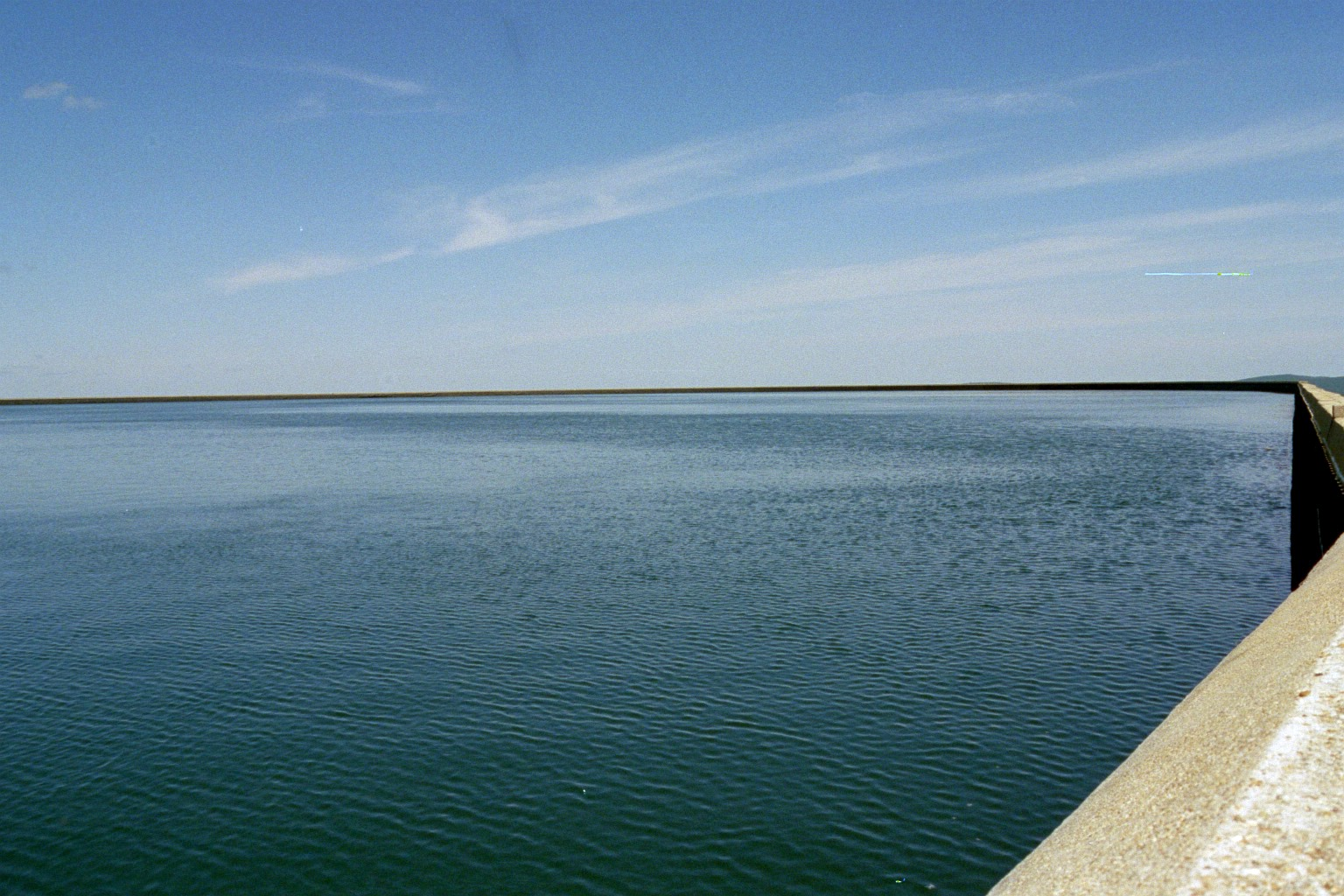
Верхний резервуар, заполненный практически доверху

Гидроаккумулирующая станция Таум Саук — электростанция в горном районе гор Сент-Франсис в штате Миссури, США, примерно в 140 км к югу от Сент-Луиса, недалеко от Лестервилла, в округе Ренолдс. Управляется компанией «Амерен Миссури».
Гидроаккумулирующая станция была построена в 1960—1962 гг. для удовлетворения пикового дневного спроса на электроэнергию. Введена в эксплуатацию в 1963 году. Электрические генераторы вращаются водой, текущей из резервуара на вершине горы Проффит, в более низкий резервуар на восточной развилке реки Блэк-Ривер. Ночью избыток электроэнергии в электросети используется для перекачки воды на вершину горы.
Таум Саук представляет собой чисто насосную станцию с открытым контуром: в отличие от некоторых других гидроаккумулирующих станций, здесь нет естественного первичного потока в верхний резервуар, то есть станция является чистым потребителем электроэнергии. Экономический эффект станции состоит в том, что верхний резервуар наполняется ночью, когда система выработки электроэнергии работает с низкой базовой производительностью. Эта способность накапливать огромное количество энергии побудила её оператора назвать Таум Саук «самой большой батареей». Необычной особенностью является верхний резервуар, построенный на плоской поверхности, требующий плотины по всему периметру.
14 декабря 2005 г. из-за катастрофического разрушения плотины верхнего водохранилища станция была остановлена до 21 апреля 2010 г., когда был закончен ремонт и повторная сертификация. Новая плотина верхнего водохранилища, реконструированная с нуля, является крупнейшей в Северной Америке плотиной из укатанного бетона.

## Размер и расположение
Верхний резервуар вмещает около 5,7 млн куб. м воды, высота стенок составляет 30 м. Генераторы мощностью 450 МВт расположены на 230 м ниже уровня верхнего резервуара в пробурённом в горе туннеле длиной 2100 м.
Верхнее водохранилище Таум Саук находится не на горе Таум Саук, как ошибочно принято считать, а 8 км восточнее, на вершине горы Проффит. Резервуар виден с шоссе 21 к северу от Сентервилля и с шоссе N на подъезде с юга к парку Джонсона.
До выхода из строя верхнего водохранилища посетители могли проехать на вершину горы Проффит и пройтись на смотровую площадку над водохранилищем. У ворот станции находился музей, посвящённый геологической и естественной истории Миссури. Электростанцию часто посещали студенты-геологи из-за яркого примера докембрийского/кембрийского несогласия в слоях горных пород, обнажённых при строительстве станции.

## История

### Выбор места
В 1953 году Union Electric Company (англ.) начала искать место для строительства нового гидроаккумулятора. К 1958 году официальные лица компании приняли решение, что для уменьшения размера резервуара необходим вертикальный напор не менее 90 м. Union Electric наняла компанию Sverdrup-Parcel & Associates (англ.) для оценки потенциальных участков в горах Сент-Франсис, которые были выбраны из-за их относительной близости к Сент-Луису, где базировалась Union Electric, и больших перепадов высот, достигавших 300 м.
Компания Sverdrup-Parcel & Associates рекомендовала гору Таум Саук, самую высокую точку штата Миссури (534 м), однако общественность была против разрушения живописной горы, которая позже была включена в государственный парк. Близлежащая гора Проффит оказалась отличной альтернативой благодаря сопоставимой высоте (520 м), непосредственной близости к восточной развилке реки Блэк-Ривер и небольшому расстоянию (43 км) до существующей сети электропередачи.

### Строительство
Строительство Таум Саук началось в 1960 году. Подрядчиками стали Fruin-Colnon Construction и Utah Construction and Mining Company. В 1963 году станция была введена в эксплуатацию с двумя реверсивными насосно-турбинными установками, каждая из которых могла генерировать 175 МВт мощности. Станция не была лицензирована Федеральной энергетической комиссией США (FPC, предшественник Федеральной комиссии по регулированию энергетики), поскольку Union Electric утверждала, что комиссия не имеет юрисдикции над несудоходными истоками, где была построена электростанция. В деле FPC против Union Elec. Co., 381 US 90 (1965), Верховный суд США постановил, что FPC обладает необходимой юрисдикцией и что Таум Саук требует лицензии. Хотя станция была спроектирована и построена без федерального надзора, лицензия была выдана задним числом.
По завершении строительства станция Таум Саук стала крупнейшей гидроаккумулирующей станцией в Северной Америке и считалась важной вехой в развитии технологии гидроаккумулирования. Её насосы-турбины были самыми большими из когда-либо произведённых на момент строительства, станция имела необычно высокий напор (самый высокий в США в то время, намного превосходящий все предыдущие проекты в США), самую большую ёмкость хранилища, возможность запуска с нуля, уникальную возможность управления со стороны удалённых операторов на расстоянии 150—200 км (в Сент-Луисе или электростанции Осейдж) и даже полностью автоматической работы без вмешательства человека. Таум Саук стала первой гидроаккумулирующей станцией в США.

### Реконструкции
В июле 1972 года мощность насосно-турбинных агрегатов была повышена с их первоначальной мощности в 175 МВт каждая до 204 МВт каждая, что увеличило общую мощность станции с 350 МВт до 408 МВт.
В 1998—1999 годах рабочие колёса турбин на обоих блоках были модернизированы, что привело к увеличению расхода и мощности до 225 МВт на блок (всего 450 МВт).
Незначительные утечки в резервуаре привели к строительству сборного пруда и насосной станции для сбора и возврата протёкшей воды в резервуар. Позже, чтобы уменьшить утечку, Geo-Synthetics с 13 сентября по 15 ноября 2004 г. установила облицовочный материал в самом резервуаре.
Завод был назван вехой IEEE в октябре 2005 года, всего за несколько месяцев до того, как обрушился верхний резервуар. Впоследствии, после завершения строительства новой плотины верхнего водохранилища, в 2010 году он был повторно признан вехой IEEE.

### Разрушение верхнего резервуара в 2005 году

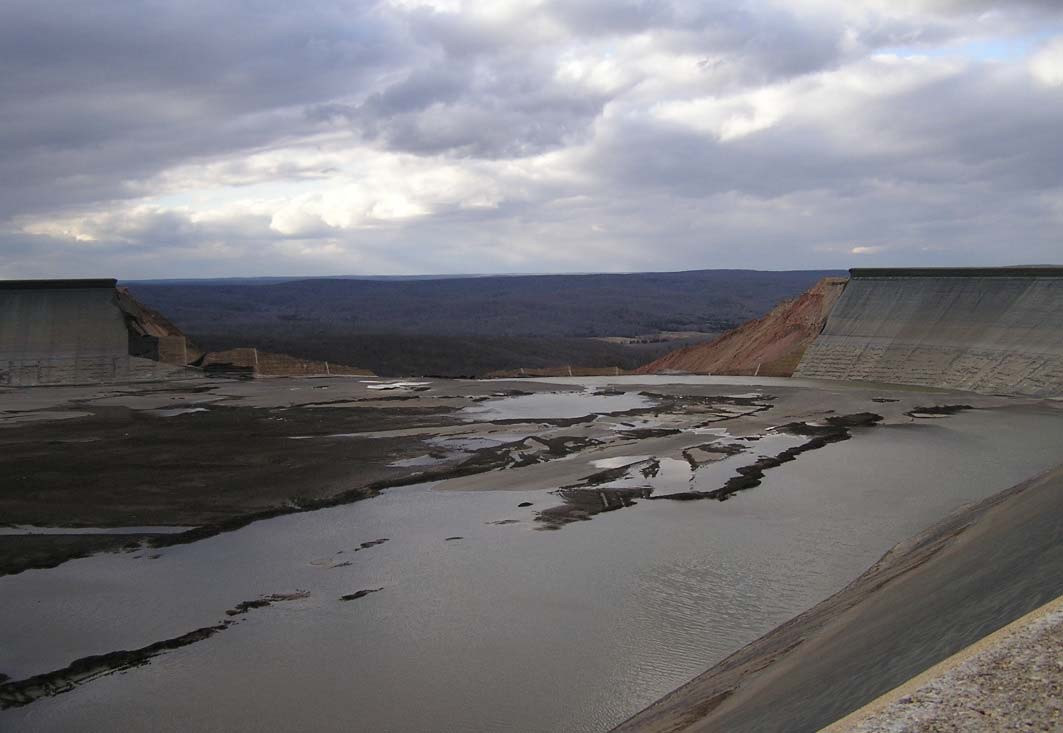
В 2005 году обрушился большой участок верхней стены, менее чем за полчаса вылилось 3,8 млн кубометров воды

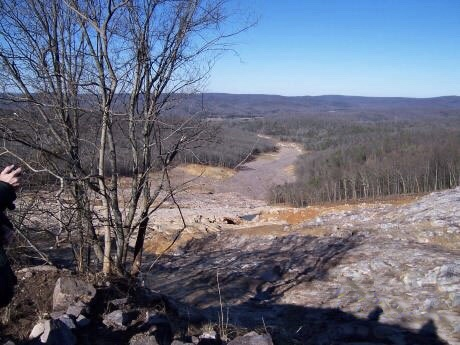
Широкая полоса густого леса была смыта уходящим потоком до коренной породы. Источник: FERC

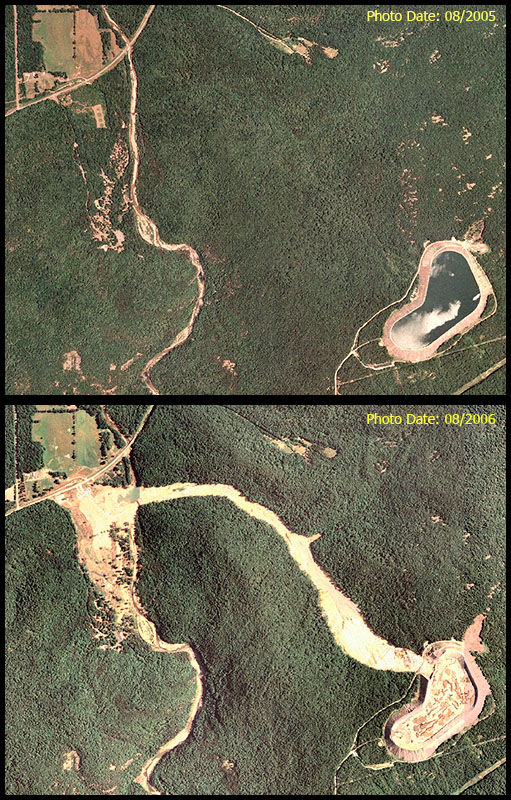
На аэрофотоснимках показан верхний резервуар до и после его разрушения

14 декабря 2005 г. в 05:12 на северо-западной стороне верхнего резервуара вода стала переливаться через край, поскольку насосы продолжали работать после заполнения резервуара. Это привело к катастрофическому разрушению стенки резервуара и выбросу 3,8 млн кубометров воды в течение 12 минут. Внезапный выброс вызвал 6-метровую волну на восточной развилке Блэк-Ривер.
Переполнение резервуара возникло из-за того, что система измерения уровня воды была неточной (предельно допустимый уровень воды был установлен выше края плотины). Об этой проблеме было известно, однако эксплуатация станции продолжалась. Кроме того, в первоначальной конструкции резервуара не был предусмотрен переливной водосброс.
В записке Ричарда Купера, суперинтенданта гидроэлектростанции Таум Саук компании Ameren, указано, что 27 сентября в том же месте, где позднее произошёл прорыв, случилось переполнение водохранилища в стиле «Ниагарского водопада» под воздействием волн, вызванных ураганом «Рита». В другой служебной записке Купера также указывалось, что датчики, используемые для отслеживания высоты воды в резервуаре, в октябре работали со сбоями.
Во время аварии никто не погиб. Суперинтендант государственных парков Johnson's Shut-Ins и Taum Sauk, Джерри Тупс, его жена и трое детей были сметены, когда водная стена уничтожила их дом. Они выжили, получив травмы и ушибы. Детей доставили в больницу в Сент-Луисе, а затем отпустили. Один ребёнок получил лечение от ожогов, полученных в результате применения тепловых компрессов спасателями в качестве лечения от переохлаждения.
Нижнее водохранилище, которое по своей конструкции способно удерживать большую часть воды верхнего резервуара, выдержала натиск наводнения. Собрав большую часть воды, оно спасло города ниже по течению, в том числе Лестервилл и Сентервилл. Из этих районов был отдан приказ о добровольной эвакуации, но разрушений не было. Наводнение было остановлено у озера Клируотер, плотина которого не пострадала от подъёма воды.

#### Судебные разбирательства и расследования
Федеральная комиссия по регулированию энергетики США (FERC) оштрафовала Ameren на 15 миллионов долларов США в соответствии с урегулированием проблемы нарушения в Таум Саук — гражданский штраф в размере 10 миллионов долларов США в сочетании с требованием внести 5 миллионов долларов США на условное депонирование под проценты для финансирования разнообразие «усовершенствований на проекте Таум Саук или рядом с ним». Штраф в размере 15 миллионов долларов США был крупнейшим штрафом в истории FERC, в 30 раз превышающим предыдущий рекордный штраф в размере 500 000 долларов США.
Штат Миссури подал в суд на компанию Ameren за рискованную эксплуатацию станции.
В июне 2007 года дорожный патруль штата Миссури представил генеральному прокурору штата отчёт о своём уголовном расследовании, в котором «не названо имени ни одного подозреваемого», а генеральный прокурор сделал заявление об отсутствии уголовных обвинений. По сообщениям прессы, в отчёте говорится, что Амерен не назвал человека, который поднял критические уровни манометров, чтобы предотвратить их ложное срабатывание, а также что уровни манометров были перемещены до того, как следователи прибыли на место происшествия.
Радио KMOX в Сент-Луисе сообщило, что Агентство по охране окружающей среды США при содействии  прокуратуры Восточного округа штата Миссури начало расследование нарушений Закона о чистой воде и запросило отчёт дорожного патруля штата Миссури.

Комиссия государственной службы штата Миссури (PSC) возобновила расследование и впоследствии пришла к выводу, что авария произошла по вине руководства Ameren, заявив:
... Комиссия может только сделать вывод, что авария на станции Таум Саук была вызвана неосторожностью со стороны AmerenUE (дочерняя компания Ameren). UE было хорошо осведомлено о катастрофических результатах, которые могут произойти, если уровень воды в верхнем резервуаре будет превышен. UE знало или должно было знать, что скопление воды у стены парапета каменной насыпи было «беспрецедентным». UE знало или должно было знать, что работа с надводным бортом всего один или два фута не оставляет права на ошибку и требует особенно точного контроля уровня воды. Принимая во внимание это обстоятельство, решение UE продолжить эксплуатацию Taum Sauk после обнаружения отказа системы крепления измерительного трубопровода и, как следствие, ненадёжности пьезометров, на которых базировалась система управления, откровенно необдуманно — оно безрассудно. UE также знало или должно было знать, что верхние зонды Уоррика были установлены выше предельной точки в верхней части резервуара». (Отчёт PSC, страница 71).
У Ameren было 90 дней с даты отчёта, чтобы сообщить PSC, как она будет выполнять рекомендации, которые включали изменения в структуре управления безопасностью, финансовый учёт для восстановления верхнего резервуара и единый центр управления для восстановления.
По состоянию на конец 2011 года, Ameren, как сообщалось, выплатила в общей сложности около 200 миллионов долларов США в счёт погашений, связанных с аварией 2005 года.

### Реконструкция

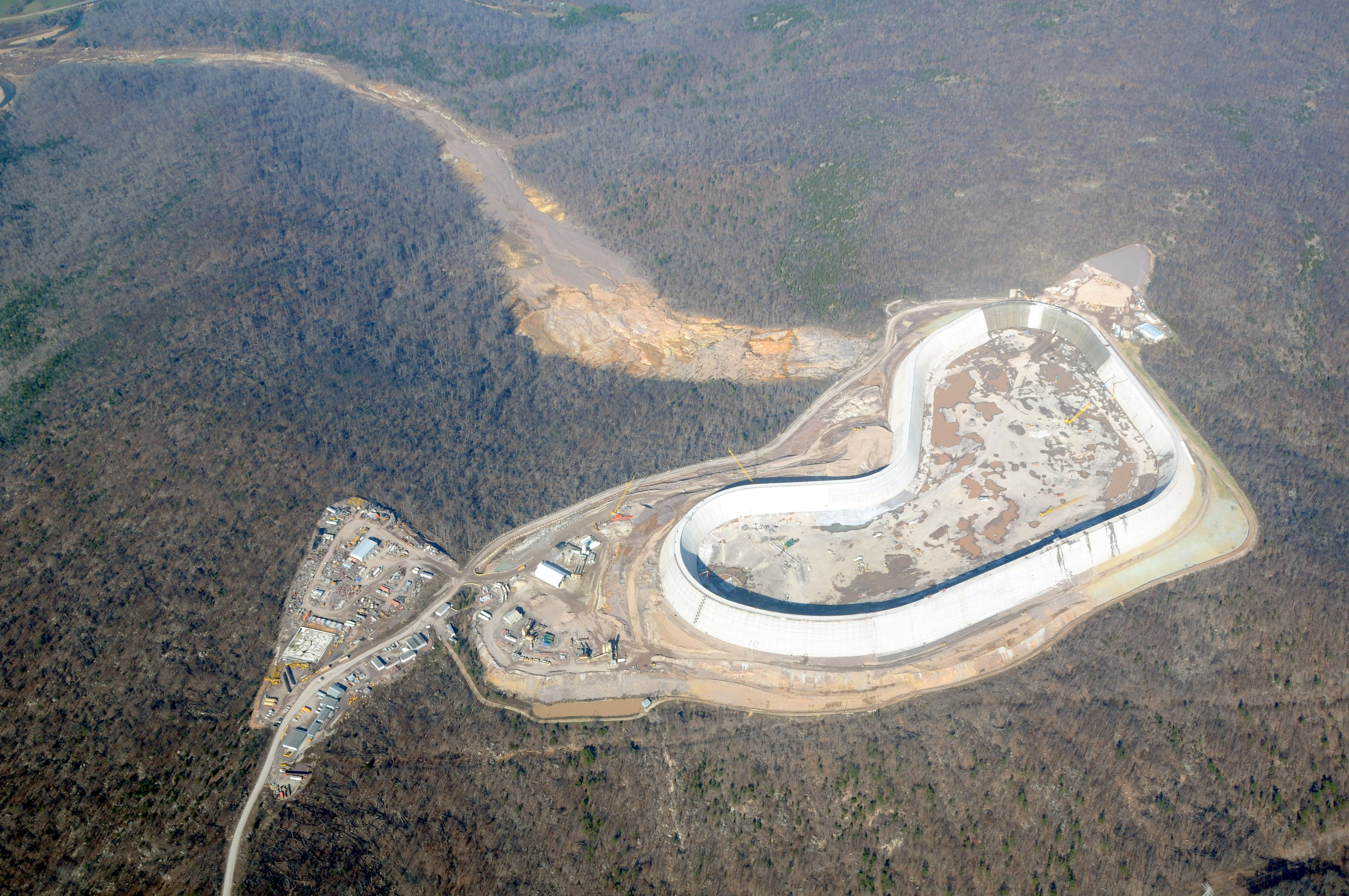
Аэрофотоснимок показывает ход реконструкции в конце ноября 2009 г.

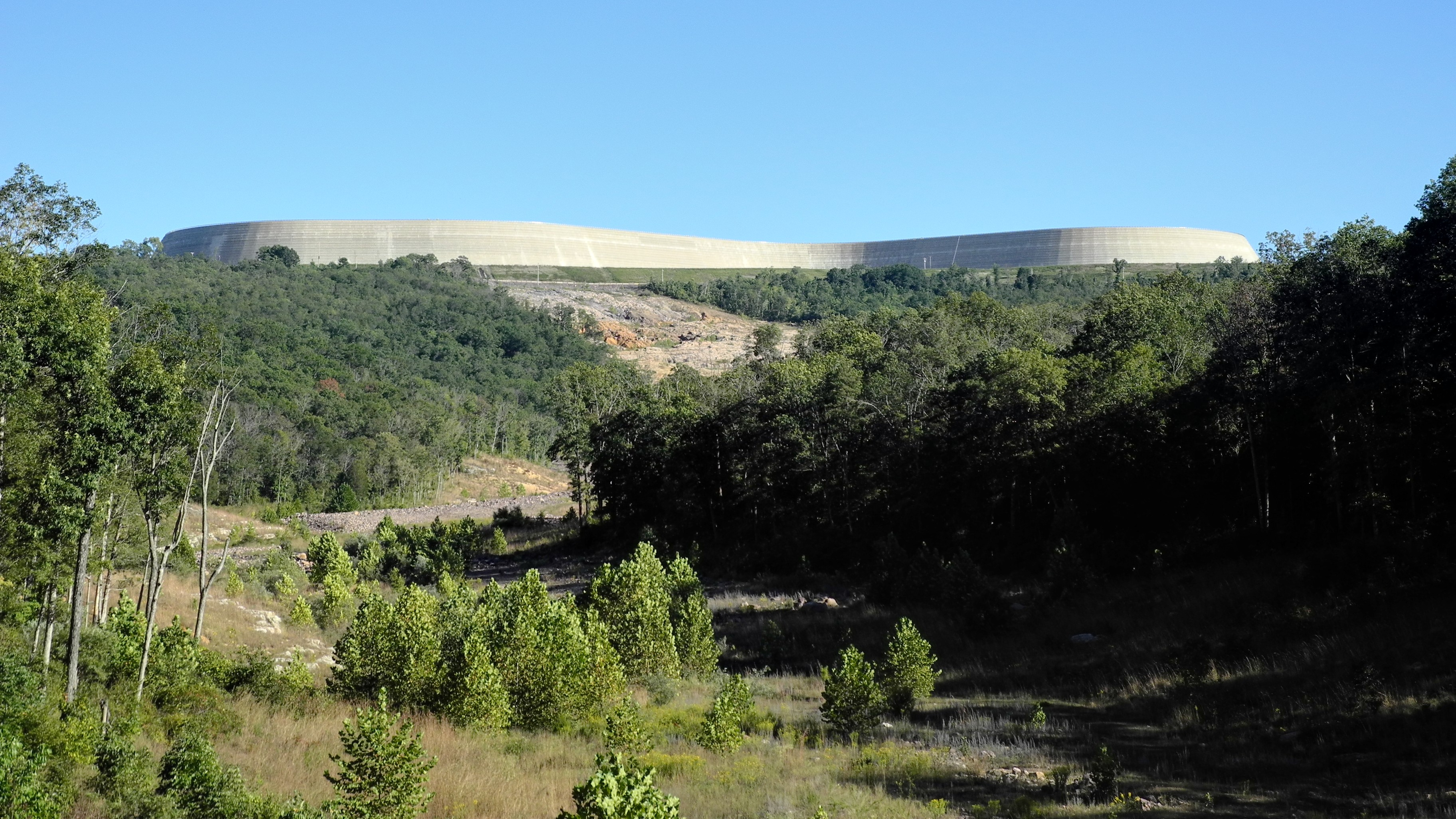
Верхний резервуар после реконструкции, вид со стороны размыва

Федеральные регулирующие органы одобрили план Ameren по восстановлению водохранилища, и строительство началось в конце 2007 года. Новая конструкция полностью выполнена из бетона, утрамбованного виброкатками, в отличие от первоначальной грунтовой насыпи. В дополнение к улучшенным приборам для обнаружения переполнения, он включает водосброс, рассчитанный на перегрузку, равную максимальной производительности обоих насосных агрегатов, и видеосистему для контроля уровня воды. Стоимость восстановления водохранилища в размере 490 миллионов долларов США была частично покрыта страховкой. Коммунальному предприятию было запрещено выставлять клиентам счета для возмещения любых затрат.
Вода была впервые закачана в восстановленный резервуар 27 февраля 2010 года, и инженеры наблюдали за реакцией новой конструкции, когда уровень воды неоднократно поднимался и опускался. Окончательное одобрение от FERC для «возврата к нормальной работе проекта» было получено 1 апреля 2010 года. 15 апреля станция прошло проверку соответствия критериям ввода в эксплуатацию Комиссии по коммунальным услугам штата Миссури и дало первое электричество 21 апреля 2010 года . Новая плотина была отмечена Обществом плотин США «Премией за выдающиеся достижения в реализованном проекте». 27 сентября 2010 г. IEEE присвоило предприятию статус «Веха IEEE».

## Технические характеристики
- Верхняя плотина и водосброс
  - Высота — 38 м
  - Длина — 2100 м
  - Географическая высота гребня — 488 м
  - Толщина гребня — 7,6 м
  - Толщина основания — 46 м
  - Объём — 2,45 млн м3
  - Скорость водосброса — 152 м3/с
- Верхний резервуар
  - Объём воды — 5,37 млн м3
  - Площадь — 0,221 млн м2
  - Глубина — 37 м
  - Географическая высота зеркала — 487 м
- Нижняя плотина и водосброс
  - Высота — 18 м
  - Длина — 120 м
  - Географическая высота гребня — 230 м
  - Толщина основания — 23 м
  - Скорость водосброса — 2000 м3/c
- Нижний резервуар
  - Объём воды — 7,83 млн м3
  - Площадь водосбора — 230 км2
  - Площадь — 1,6 млн м2
  - Географическая высота зеркала — 228,4 м
- Электростанция
  - Гидравлический напор — 260 м
  - Мощность насосов-генераторов — 2 х 225 МВт
  - Коэффициент мощности — 5–8%
  - КПД — 70%
  - Время заполнения — 8 ч
  - Запасаемая энергия — 3,6 ГВт·ч
  - Выработка электроэнергии — 148 ГВт·ч (2017)
- Стоимость
  - Строительство — $ 45,9 млн (1963)
  - Реконструкция — $ 490 млн (2010)